# Coupe du monde de ski alpin 1987-1988
 (octobre 2024).
Si vous disposez d'ouvrages ou d'articles de référence ou si vous connaissez des sites web de qualité traitant du thème abordé ici, merci de compléter l'article en donnant les références utiles à sa vérifiabilité et en les liant à la section « Notes et références ».
Navigation
Édition précédente Édition suivante
La coupe du monde de ski alpin 1987-1988 commence le 26 novembre 1987 avec le slalom femmes de Sestrières et se termine le 26 mars 1988 avec le slalom hommes de Saalbach.
Les hommes disputent 30 épreuves : 10 descentes, 4 super-G, 6 géants, 8 slaloms et 2 combinés.
Les femmes disputent 28 épreuves : 8 descentes, 4 super-G, 6 géants, 8 slaloms et 2 combinés.
Les Jeux olympiques sont disputés à Calgary du 15 au 25 février 1988.

## Tableau d'honneur
| Catégorie | Messieurs         | Dames            |
| --------- | ----------------- | ---------------- |
| Général   | Pirmin Zurbriggen | Michela Figini   |
| Descente  | Pirmin Zurbriggen | Michela Figini   |
| Super G   | Pirmin Zurbriggen | Michela Figini   |
| Géant     | Alberto Tomba     | Mateja Svet      |
| Slalom    | Alberto Tomba     | Roswitha Steiner |
| Combiné   | Hubert Strolz     | Brigitte Örtli   |

## Résumé de la saison
Pirmin Zurbriggen bat un nouveau talent, l'italien Alberto Tomba, à l'issue de la dernière course de la saison, le slalom de Saalbach.
Quasi inconnu en début de saison, Alberto Tomba "la Bomba" explose sur le cirque blanc et gagne 6 slaloms et 3 géants.
Polyvalent et régulier (2 victoires et 8 podiums), Pirmin Zurbriggen brille dans les épreuves de vitesse (vainqueur des classements de la descente et du super-G) et marque des points dans les épreuves techniques.
Alberto Tomba survole les mois de décembre et janvier, puis Pirmin Zurbriggen prend la tête du classement général juste avant les Jeux olympiques. Le dénouement de la coupe du monde devient incertain en mars.
En position de force à 2 épreuves de la fin avec seulement 2 points de retard, Alberto Tomba craque et abandonne en géant et en slalom à Saalbach.
Pirmin Zurbriggen remporte sa troisième coupe du monde de ski.
Constamment blessé, Marc Girardelli ne gagne aucune course et aucune médaille aux Jeux olympiques de Calgary.
Le manque de neige perturbe la saison : toutes les épreuves de janvier sont annulées et reprogrammées.
Après une éclipse en 1986 et une saison mitigée en 1987, Michela Figini revient au plus haut niveau et gagne une deuxième coupe du monde de ski ainsi que les classements de la descente et du super-G.
Michela Figini, Vreni Schneider et Brigitte Örtli se disputent la coupe du monde 1988.
A fin janvier, juste avant les Jeux Olympiques, les 3 suissesses sont seulement séparées par 12 points.
La polyvalente Brigitte Örtli, déjà vainqueur de 2 combinés (Leukerbad et Bad Gastein) et d'un slalom (Saas Fee), s'impose en descente à Aspen (5 mars) et prend la tête du classement général.
Mais Michela Figini remporte la descente et le super-G de Rossland (12 et 13 mars) et l'annulation de la descente de Saalbach, ultime course de la saison, sacre la tessinoise.
La tenante du titre Maria Walliser se classe seulement septième au classement général.
Carole Merle remporte sa première victoire en coupe du monde en géant à Tignes.

## Système de points
Le vainqueur d'une épreuve de coupe du monde se voit attribuer 25 points pour le classement général. Les skieurs classés aux quinze premières places marquent des points.
| Place  | 1er | 2d | 3e | 4e | 5e | 6e | 7e | 8e | 9e | 10e | 11e | 12e | 13e | 14e | 15e |
| ------ | --- | -- | -- | -- | -- | -- | -- | -- | -- | --- | --- | --- | --- | --- | --- |
| Points | 25  | 20 | 15 | 12 | 11 | 10 | 9  | 8  | 7  | 6   | 5   | 4   | 3   | 2   | 1   |

## Classement général
| Rang | Nom               | Points | Victoire(s) | Podium(s) |
| ---- | ----------------- | ------ | ----------- | --------- |
| 1    | Pirmin Zurbriggen | 310    | 2           | 10        |
| 2    | Alberto Tomba     | 281    | 9           | 10        |
| 3    | Hubert Strolz     | 190    | 1           | 6         |
| 4    | Günther Mader     | 189    | 1           | 5         |
| 5    | Marc Girardelli   | 142    | -           | 6         |
| 6    | Markus Wasmeier   | 138    | 1           | 3         |
| 7    | Franck Piccard    | 123    | 1           | 4         |
| 8    | Franz Heinzer     | 112    | 1           | 4         |
| 9    | Peter Müller      | 109    | 2           | 2         |
| 10   | Michael Mair      | 108    | 1           | 2         |
| 11   | Rob Boyd          | 100    | 1           | 1         |
| 12   | Helmut Mayer      | 78     | 1           | 3         |
| 13   | Martin Hangl      | 76     | 2           | 2         |
| 14   | Leonhard Stock    | 72     | -           | -         |
| 15   | Daniel Mahrer     | 68     | 2           | 2         |
| 15   | Felix McGrath     | 68     | -           | 1         |
| 17   | Rudolf Nierlich   | 67     | 1           | 3         |
| 18   | Bernhard Gstrein  | 66     | 1           | 2         |
| 19   | Felix Belczyk     | 65     | 1           | 1         |
| 20   | Christophe Ple    | 59     | -           | 1         |

| Rang | Nom                    | Points | Victoire(s) | Podium(s) |
| ---- | ---------------------- | ------ | ----------- | --------- |
| 1    | Michela Figini         | 244    | 5           | 9         |
| 2    | Brigitte Örtli         | 226    | 4           | 8         |
| 3    | Anita Wachter          | 211    | 1           | 6         |
| 4    | Blanca Fernandez-Ochoa | 190    | 1           | 5         |
| 5    | Vreni Schneider        | 185    | 2           | 8         |
| 6    | Mateja Svet            | 167    | 3           | 5         |
| 7    | Maria Walliser         | 143    | 2           | 3         |
| 8    | Ulrike Maier           | 132    | -           | 4         |
| 9    | Catherine Quittet      | 116    | 1           | 3         |
| 10   | Sigrid Wolf            | 110    | 1           | 2         |
| 11   | Karen Percy            | 107    | -           | 2         |
| 12   | Christa Kinshofer      | 105    | 1           | 2         |
| 13   | Roswitha Steiner       | 87     | 1           | 2         |
| 14   | Michaela Gerg-Leitner  | 84     | -           | -         |
| 15   | Regine Mösenlechner    | 80     | -           | 2         |
| 16   | Corinne Schmidhauser   | 77     | -           | 1         |
| 17   | Petra Kronberger       | 76     | -           | 2         |
| 18   | Marina Kiehl           | 70     | -           | 1         |
| 19   | Carole Merle           | 69     | 1           | 2         |
| 20   | Camilla Nilsson        | 66     | -           | 1         |

## Classements de chaque discipline
Les noms en gras remportent les titres des disciplines.

### Descente
| Rang | Nom                 | Points | Victoire(s) | Podium(s) |
| ---- | ------------------- | ------ | ----------- | --------- |
| 1    | Pirmin Zurbriggen   | 122    | 2           | 5         |
| 2    | Michael Mair        | 108    | 1           | 2         |
| 3    | Franz Heinzer       | 94     | 1           | 4         |
| 3    | Rob Boyd            | 94     | 1           | 1         |
| 5    | Peter Müller        | 90     | 2           | 2         |
| 6    | Daniel Mahrer       | 64     | 2           | 2         |
| 7    | Marc Girardelli     | 59     | -           | 3         |
| 7    | Christophe Ple      | 59     | -           | 1         |
| 9    | Karl Alpiger        | 50     | 1           | 1         |
| 10   | Franck Piccard      | 42     | -           | 1         |
| 10   | Danilo Sbardellotto | 42     | -           | 1         |
| 10   | Leonhard Stock      | 42     | -           | -         |

| Rang | Nom                 | Points | Victoire(s) | Podium(s) |
| ---- | ------------------- | ------ | ----------- | --------- |
| 1    | Michela Figini      | 143    | 3           | 5         |
| 2    | Brigitte Örtli      | 119    | 1           | 5         |
| 3    | Maria Walliser      | 82     | 2           | 2         |
| 4    | Veronika Wallinger  | 59     | -           | 2         |
| 4    | Karen Percy         | 59     | -           | 1         |
| 6    | Sigrid Wolf         | 55     | -           | 1         |
| 7    | Beatrice Gafner     | 43     | 1           | 1         |
| 8    | Marina Kiehl        | 40     | -           | 1         |
| 9    | Regine Mösenlechner | 38     | -           | 1         |
| 10   | Petra Kronberger    | 37     | -           | 1         |
| 10   | Kerrin Lee-Gartner  | 37     | -           | -         |
| 10   | Laurie Graham       | 37     | -           | -         |

### Super G
| Rang | Nom               | Points | Victoire(s) | Podium(s) |
| ---- | ----------------- | ------ | ----------- | --------- |
| 1    | Pirmin Zurbriggen | 58     | -           | 2         |
| 2    | Markus Wasmeier   | 57     | 1           | 2         |
| 3    | Franck Piccard    | 54     | 1           | 2         |
| 4    | Marc Girardelli   | 38     | -           | 2         |
| 5    | Hubert Strolz     | 31     | -           | 1         |
| 6    | Martin Hangl      | 30     | 1           | 1         |
| 6    | Leonhard Stock    | 30     | -           | -         |
| 8    | Alberto Tomba     | 29     | -           | -         |
| 9    | Felix Belczyk     | 27     | 1           | 1         |
| 10   | Günther Mader     | 24     | -           | -         |
| 10   | Hans Enn          | 24     | -           | -         |

| Rang | Nom                    | Points | Victoire(s) | Podium(s) |
| ---- | ---------------------- | ------ | ----------- | --------- |
| 1    | Michela Figini         | 65     | 2           | 3         |
| 2    | Sylvia Eder            | 45     | -           | 2         |
| 3    | Regine Mösenlechner    | 40     | -           | 1         |
| 3    | Blanca Fernandez-Ochoa | 40     | -           | -         |
| 5    | Sigrid Wolf            | 36     | 1           | 1         |
| 6    | Ulrike Maier           | 34     | -           | 1         |
| 7    | Michaela Gerg-Leitner  | 32     | -           | -         |
| 8    | Catherine Quittet      | 26     | -           | 1         |
| 9    | Zoe Haas               | 25     | 1           | 1         |
| 10   | Mateja Svet            | 24     | -           | 1         |

### Géant
| Rang | Nom               | Points | Victoire(s) | Podium(s) |
| ---- | ----------------- | ------ | ----------- | --------- |
| 1    | Alberto Tomba     | 82     | 3           | 3         |
| 2    | Hubert Strolz     | 69     | -           | 2         |
| 3    | Helmut Mayer      | 67     | 1           | 3         |
| 4    | Pirmin Zurbriggen | 65     | -           | 2         |
| 5    | Günther Mader     | 57     | -           | 1         |
| 6    | Hans Pieren       | 48     | -           | 1         |
| 7    | Rudolf Nierlich   | 47     | 1           | 2         |
| 8    | Martin Hangl      | 46     | 1           | 1         |
| 9    | Ingemar Stenmark  | 37     | -           | 1         |
| 10   | Frank Wörndl      | 36     | -           | -         |

| Rang | Nom                    | Points | Victoire(s) | Podium(s) |
| ---- | ---------------------- | ------ | ----------- | --------- |
| 1    | Mateja Svet            | 87     | 2           | 2         |
| 2    | Catherine Quittet      | 78     | 1           | 2         |
| 3    | Vreni Schneider        | 76     | 1           | 3         |
| 4    | Anita Wachter          | 74     | -           | 2         |
| 5    | Blanca Fernandez-Ochoa | 66     | -           | 3         |
| 6    | Carole Merle           | 59     | 1           | 2         |
| 7    | Christina Meier        | 53     | 1           | 1         |
| 8    | Maria Walliser         | 40     | -           | 1         |
| 9    | Ulrike Maier           | 39     | -           | 2         |
| 10   | Michela Figini         | 29     | -           | 1         |

### Slalom
| Rang | Nom               | Points | Victoire(s) | Podium(s) |
| ---- | ----------------- | ------ | ----------- | --------- |
| 1    | Alberto Tomba     | 170    | 6           | 7         |
| 2    | Günther Mader     | 69     | -           | 3         |
| 3    | Felix McGrath     | 53     | -           | 1         |
| 4    | Paul Frommelt     | 52     | 1           | 2         |
| 4    | Armin Bittner     | 52     | -           | 1         |
| 6    | Hubert Strolz     | 50     | -           | 1         |
| 7    | Bernhard Gstrein  | 49     | 1           | 2         |
| 7    | Jonas Nilsson     | 49     | -           | 2         |
| 9    | Pirmin Zurbriggen | 45     | -           | -         |
| 10   | Grega Benedik     | 44     | -           | -         |

| Rang | Nom                    | Points | Victoire(s) | Podium(s) |
| ---- | ---------------------- | ------ | ----------- | --------- |
| 1    | Roswitha Steiner       | 87     | 1           | 2         |
| 2    | Vreni Schneider        | 80     | 1           | 4         |
| 3    | Anita Wachter          | 75     | 1           | 2         |
| 4    | Blanca Fernandez-Ochoa | 73     | 1           | 2         |
| 5    | Christa Kinshofer      | 67     | 1           | 2         |
| 6    | Corinne Schmidhauser   | 66     | -           | 1         |
| 7    | Ida Ladstätter         | 60     | 1           | 2         |
| 8    | Mateja Svet            | 56     | 1           | 2         |
| 9    | Camilla Nilsson        | 50     | -           | 1         |
| 10   | Ulrike Maier           | 49     | -           | 1         |

### Combiné
| Rang | Nom                   | Points | Victoire(s) | Podium(s) |
| ---- | --------------------- | ------ | ----------- | --------- |
| 1    | Hubert Strolz         | 40     | 1           | 2         |
| 2    | Günther Mader         | 37     | 1           | 1         |
| 3    | Franck Piccard        | 27     | -           | 1         |
| 4    | Pirmin Zurbriggen     | 20     | -           | 1         |
| 4    | Markus Wasmeier       | 20     | -           | 1         |
| 6    | Lars Goran Halvarsson | 11     | -           | -         |
| 6    | Peter Jurko           | 11     | -           | -         |
| 6    | Denis Rey             | 11     | -           | -         |
| 9    | Peter Müller          | 10     | -           | -         |
| 9    | Ole Kristian Furuseth | 10     | -           | -         |

| Rang | Nom                    | Points | Victoire(s) | Podium(s) |
| ---- | ---------------------- | ------ | ----------- | --------- |
| 1    | Brigitte Örtli         | 50     | 2           | 2         |
| 2    | Anita Wachter          | 32     | -           | 1         |
| 3    | Karen Percy            | 24     | -           | 1         |
| 3    | Petra Kronberger       | 24     | -           | 1         |
| 5    | Vreni Schneider        | 20     | -           | 1         |
| 6    | Maria Walliser         | 16     | -           | -         |
| 7    | Lucia Medzihradska     | 15     | -           | -         |
| 8    | Michaela Gerg-Leitner  | 12     | -           | -         |
| 9    | Blanca Fernandez-Ochoa | 11     | -           | -         |
| 10   | Ulrike Maier           | 10     | -           | -         |

## Calendrier et résultats

### Messieurs
| Date                                               | Lieu               | Épreuve     | Vainqueur         | Second               | Troisième               |
| -------------------------------------------------- | ------------------ | ----------- | ----------------- | -------------------- | ----------------------- |
| 27 novembre 1987                                   | Sestrière          | Slalom      | Alberto Tomba     | Jonas Nilsson        | Günther Mader           |
| 29 novembre 1987                                   | Sestrière          | Géant       | Alberto Tomba     | Ingemar Stenmark     | Joël Gaspoz             |
| 7 décembre 1987                                    | Val d'Isère        | Descente    | Daniel Mahrer     | Pirmin Zurbriggen    | Michael Mair            |
| 12 décembre 1987                                   | Val Gardena        | Descente    | Rob Boyd          | Pirmin Zurbriggen    | Brian Stemmle           |
| 13 décembre 1987                                   | Alta Badia         | Géant       | Alberto Tomba     | Rudolf Nierlich      | Joël Gaspoz Hans Pieren |
| 16 décembre 1987                                   | Madonna            | Slalom      | Alberto Tomba     | Rudolf Nierlich      | Bojan Križaj            |
| 19 décembre 1987                                   | Kranjska Gora      | Géant       | Helmut Mayer      | Pirmin Zurbriggen    | Hubert Strolz           |
| 20 décembre 1987                                   | Kranjska Gora      | Slalom      | Alberto Tomba     | Richard Pramotton    | Günther Mader           |
| 9 janvier 1988                                     | Val d'Isère        | Descente    | Pirmin Zurbriggen | Anton Steiner        | Marc Girardelli         |
| 10 janvier 1988                                    | Val d'Isère        | Super G     | Markus Wasmeier   | Franck Piccard       | Pirmin Zurbriggen       |
| 12 janvier 1988                                    | Lienz              | Slalom      | Bernhard Gstrein  | Alberto Tomba        | Jonas Nilsson           |
| 16 janvier 1988                                    | Bad Kleinkirchheim | Descente    | Peter Müller      | Pirmin Zurbriggen    | Franck Piccard          |
| 17 janvier 1988                                    | Bad Kleinkirchheim | Slalom      | Alberto Tomba     | Thomas Stangassinger | Bernhard Gstrein        |
| 17 janvier 1988                                    | Bad Kleinkirchheim | Combiné     | Hubert Strolz     | Markus Wasmeier      | Franck Piccard          |
| 19 janvier 1988                                    | Saas Fee           | Géant       | Alberto Tomba     | Günther Mader        | Helmut Mayer            |
| 23 janvier 1988                                    | Leukerbad          | Descente I  | Michael Mair      | Giorgio Piantanida   | Werner Perathoner       |
| 24 janvier 1988                                    | Leukerbad          | Descente II | Daniel Mahrer     | Franz Heinzer        | Igor Cigolla            |
| 24 janvier 1988                                    | Leukerbad          | Super G     | Felix Belczyk     | Pirmin Zurbriggen    | Heinz Holzer            |
| 29 janvier 1988                                    | Schladming         | Descente    | Pirmin Zurbriggen | Franz Heinzer        | Peter Durr              |
| 30 janvier 1988                                    | Schladming         | Géant       | Rudolf Nierlich   | Hubert Strolz        | Helmut Mayer            |
| Jeux Olympiques à Calgary du 15 au 25 février 1988 |                    |             |                   |                      |                         |
| 11 mars 1988                                       | Beaver Creek       | Descente I  | Franz Heinzer     | Christophe Ple       | Marc Girardelli         |
| 12 mars 1988                                       | Beaver Creek       | Descente II | Peter Müller      | Donald Stevens       | Marc Girardelli         |
| 13 mars 1988                                       | Beaver Creek       | Super G     | Franck Piccard    | Markus Wasmeier      | Marc Girardelli         |
| 19 mars 1988                                       | Åre                | Slalom      | Alberto Tomba     | Felix McGrath        | Günther Mader           |
| 20 mars 1988                                       | Åre                | Descente    | Karl Alpiger      | Danilo Sbardellotto  | Franz Heinzer           |
| 20 mars 1988                                       | Åre                | Combiné     | Günther Mader     | Pirmin Zurbriggen    | Hubert Strolz           |
| 22 mars 1988                                       | Oppdal             | Slalom      | Alberto Tomba     | Tetsuya Okabe        | Paul Frommelt           |
| 21 mars 1988                                       | Saalbach           | Super G     | Martin Hangl      | Hubert Strolz        | Marc Girardelli         |
| 22 mars 1988                                       | Saalbach           | Géant       | Martin Hangl      | Marc Girardelli      | Pirmin Zurbriggen       |
| 23 mars 1988                                       | Saalbach           | Slalom      | Paul Frommelt     | Armin Bittner        | Hubert Strolz           |

### Dames
| Date                                               | Lieu            | Épreuve     | Vainqueur              | Seconde                          | Troisième                            |
| -------------------------------------------------- | --------------- | ----------- | ---------------------- | -------------------------------- | ------------------------------------ |
| 26 novembre 1987                                   | Sestrière       | Slalom      | Blanca Fernandez-Ochoa | Mateja Svet                      | Vreni Schneider                      |
| 28 novembre 1987                                   | Sestrière       | Super G     | Sigrid Wolf            | Mateja Svet                      | Sylvia Eder                          |
| 30 novembre 1987                                   | Courmayeur      | Slalom      | Anita Wachter          | Ida Ladstätter                   | Ulrike Maier                         |
| 4 décembre 1987                                    | Val d'Isère     | Descente I  | Maria Walliser         | Michela Figini                   | Zoe Haas                             |
| 5 décembre 1987                                    | Val d'Isère     | Descente II | Chantal Bournissen     | Marina Kiehl                     | Ulrike Stangassinger                 |
| 11 décembre 1987                                   | Leukerbad       | Descente    | Michela Figini         | Sigrid Wolf                      | Brigitte Örtli                       |
| 12 décembre 1987                                   | Leukerbad       | Super G     | Michela Figini         | Sylvia Eder                      | Regine Mösenlechner                  |
| 13 décembre 1987                                   | Leukerbad       | Slalom      | Ida Ladstätter         | Camilla Nilsson                  | Blanca Fernandez-Ochoa               |
| 13 décembre 1987                                   | Leukerbad       | Combiné     | Brigitte Örtli         | Anita Wachter                    | Karen Percy                          |
| 19 décembre 1987                                   | Piancavallo     | Slalom      | Christa Kinshofer      | Patricia Chauvet                 | Veronika Sarec                       |
| 20 décembre 1987                                   | Piancavallo     | Géant       | Catherine Quittet      | Vreni Schneider                  | Michela Figini                       |
| 5 janvier 1988                                     | Tignes          | Géant I     | Vreni Schneider        | Catherine Quittet                | Carole Merle                         |
| 6 janvier 1988                                     | Tignes          | Géant II    | Carole Merle           | Maria Walliser                   | Blanca Fernandez-Ochoa               |
| 9 janvier 1988                                     | Lech am Arlberg | Super G     | Zoe Haas               | Catherine Quittet                | Michela Figini                       |
| 14 janvier 1988                                    | Zinal           | Descente I  | Michela Figini         | Karen Percy                      | Petra Kronberger                     |
| 16 janvier 1988                                    | Zinal           | Descente II | Maria Walliser         | Michela Figini                   | Brigitte Örtli                       |
| 18 janvier 1988                                    | Saas Fee        | Slalom      | Brigitte Örtli         | Vreni Schneider                  | Patricia Chauvet                     |
| 23 janvier 1988                                    | Bad Gastein     | Descente    | Beatrice Gafner        | Brigitte Örtli                   | Veronika Wallinger                   |
| 24 janvier 1988                                    | Bad Gastein     | Slalom      | Vreni Schneider        | Christa Kinshofer                | Corinne Schmidhauser                 |
| 24 janvier 1988                                    | Bad Gastein     | Combiné     | Brigitte Örtli         | Vreni Schneider                  | Petra Kronberger                     |
| 30 janvier 1988                                    | Kranjska Gora   | Géant       | Mateja Svet            | Vreni Schneider                  | Blanca Fernandez-Ochoa Anita Wachter |
| 31 janvier 1988                                    | Kranjska Gora   | Slalom      | Mateja Svet            | Roswitha Steiner Vreni Schneider |                                      |
| Jeux Olympiques à Calgary du 15 au 25 février 1988 |                 |             |                        |                                  |                                      |
| 5 mars 1988                                        | Aspen           | Descente    | Brigitte Örtli         | Regine Mösenlechner              | Heidi Zeller-Bähler                  |
| 6 mars 1988                                        | Aspen           | Slalom      | Roswitha Steiner       | Anita Wachter                    | Monika Maierhofer                    |
| 7 mars 1988                                        | Aspen           | Géant       | Christina Maier-Höck   | Blanca Fernandez-Ochoa           | Ulrike Maier                         |
| 12 mars 1988                                       | Rossland        | Descente    | Michela Figini         | Brigitte Örtli                   | Veronika Wallinger                   |
| 13 mars 1988                                       | Rossland        | Super G     | Michela Figini         | Ulrike Maier                     | Anita Wachter                        |
| 23 mars 1988                                       | Saalbach        | Géant       | Mateja Svet            | Anita Wachter                    | Ulrike Maier                         |

## Coupe des nations
| Rang | Nom                  | Points | Victoire(s) | Podium(s) |
| ---- | -------------------- | ------ | ----------- | --------- |
| 1    | Autriche             | 2004   | 9           | 45        |
| 2    | Suisse               | 1975   | 26          | 58        |
| 3    | Allemagne de l'Ouest | 845    | 3           | 11        |
| 4    | Italie               | 727    | 10          | 18        |
| 5    | France               | 578    | 3           | 12        |
| 6    | Canada               | 471    | 2           | 6         |
| 7    | Yougoslavie          | 310    | 3           | 7         |
| 8    | Suède                | 290    | -           | 4         |
| 9    | États-Unis           | 191    | -           | 1         |
| 10   | Espagne              | 190    | 1           | 5         |

| Rang | Nom                  | Points | Victoire(s) | Podium(s) |
| ---- | -------------------- | ------ | ----------- | --------- |
| 1    | Autriche             | 980    | 5           | 21        |
| 2    | Suisse               | 891    | 10          | 24        |
| 3    | Italie               | 687    | 10          | 18        |
| 4    | Allemagne de l'Ouest | 328    | 1           | 5         |
| 5    | France               | 247    | 1           | 5         |
| 6    | Canada               | 246    | 2           | 4         |
| 7    | Suède                | 197    | -           | 3         |
| 8    | Luxembourg           | 142    | -           | 6         |
| 9    | Yougoslavie          | 113    | -           | 1         |
| 10   | États-Unis           | 85     | -           | 1         |

| Rang | Nom                  | Points | Victoire(s) | Podium(s) |
| ---- | -------------------- | ------ | ----------- | --------- |
| 1    | Suisse               | 1084   | 16          | 34        |
| 2    | Autriche             | 1024   | 4           | 24        |
| 3    | Allemagne de l'Ouest | 517    | 2           | 6         |
| 4    | France               | 331    | 2           | 7         |
| 5    | Canada               | 225    | -           | 2         |
| 6    | Yougoslavie          | 197    | 3           | 6         |
| 7    | Espagne              | 190    | 1           | 5         |
| 8    | États-Unis           | 106    | -           | -         |
| 9    | Suède                | 93     | -           | 1         |
| 10   | Italie               | 40     | -           | -         |

Classement final